# Амазонки

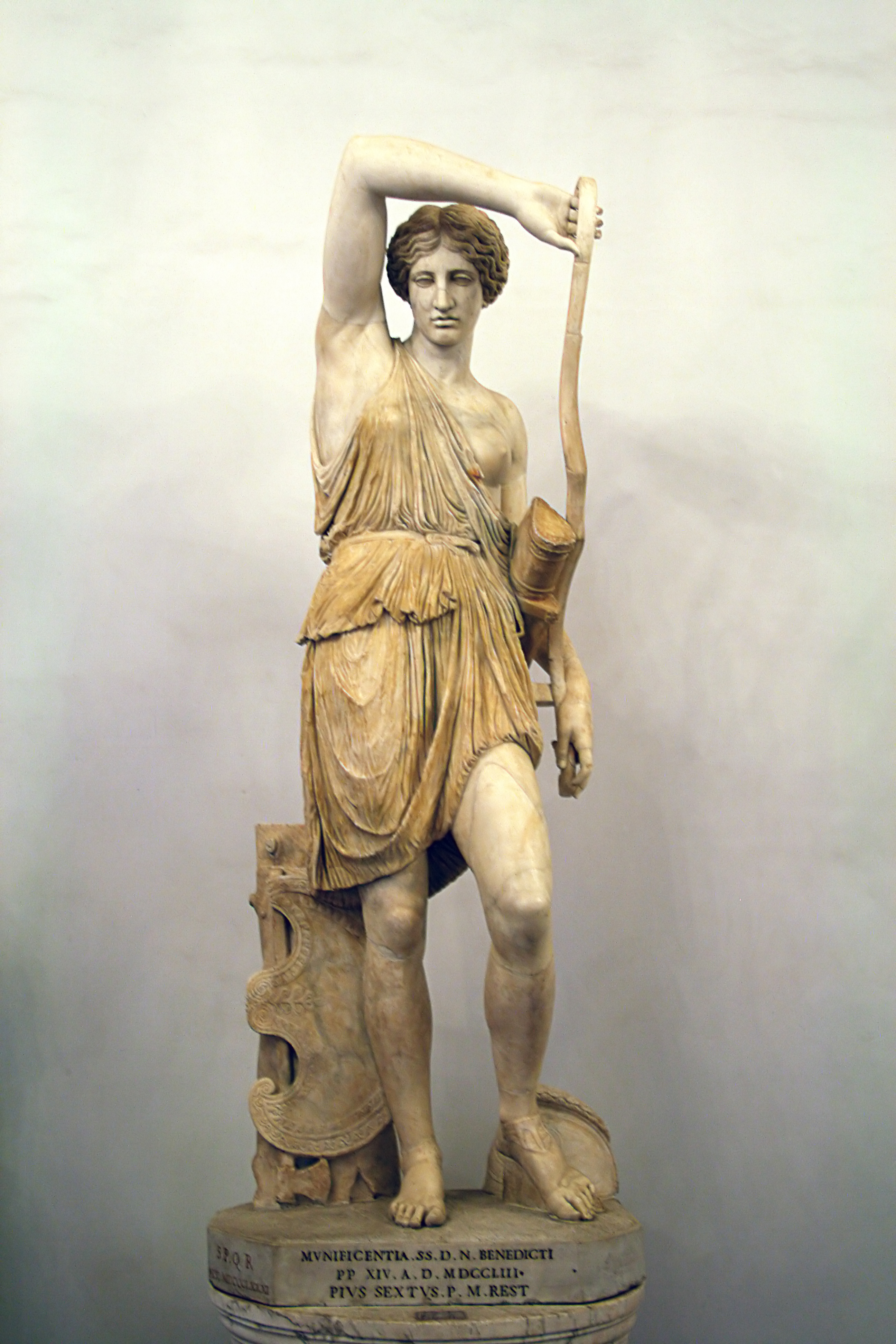
Раненая Амазонка. Капитолийский музей, Рим

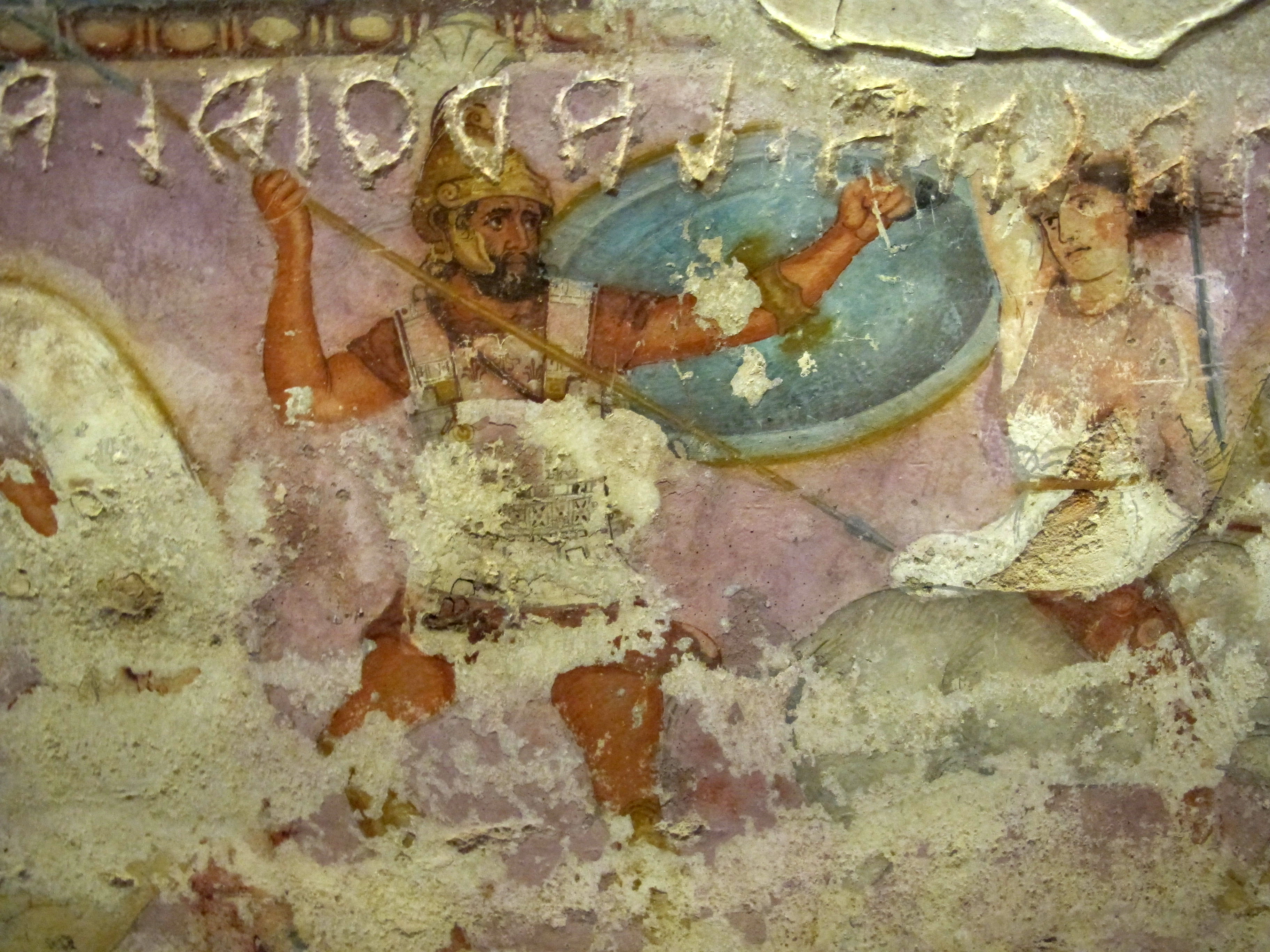
Битва грека с амазонкой. Деталь саркофага, найденного в Италии. 350-325 гг. до н. э.

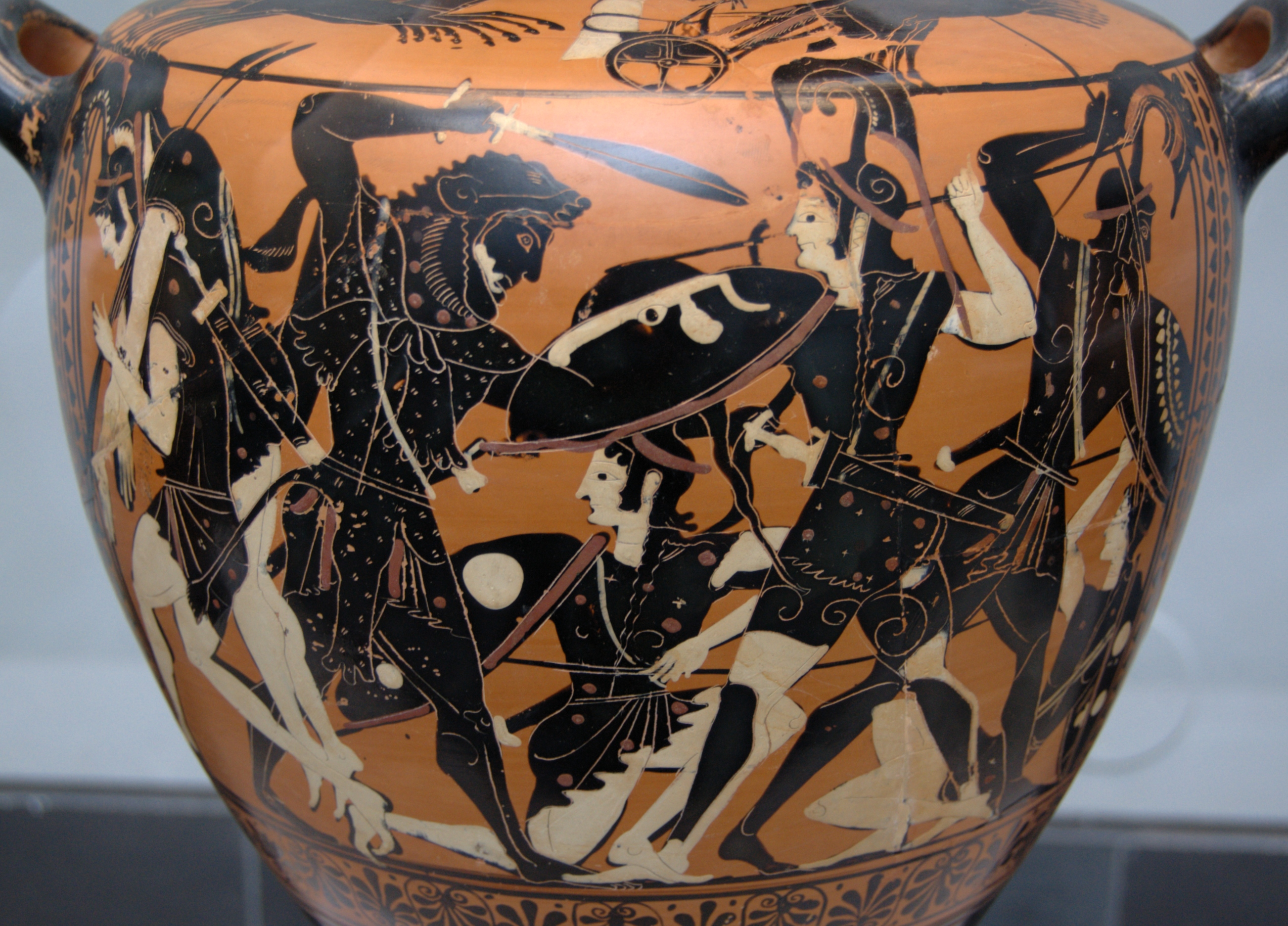
Геракл и амазонки

Амазо́нки (др.-греч. ἀμαζόνες) — в древнегреческой мифологии народ, состоявший исключительно из женщин, не терпевших при себе мужей, выходивший в походы под предводительством своей царицы и образовавший особое воинственное государство. По легенде, амазонки произошли от Ареса и Гармонии. Для воспроизведения потомства амазонки вступали в связь с мужчинами других народов. Родившихся мальчиков они отсылали отцам (по другой версии — убивали), из девочек воспитывали новых амазонок.

## Этимология
Происхождение названия неясно. Слово «амазонка» объясняли по-разному: «без хлеба» (a-maza), «живущие вместе» (amazoosai), «с поясами» (ama-zoonais), «воин» (от иран. ha mazan), «луна» (на черкесском — «maza»), «юноша» («amaze» на Кавказе), «превосходная женщина» (от калмыкских «aeme» и «tzaïn»), «падшая женщина» («zouneh» на иврите), «мужеподобные» («omuzhony» в славянских языках) и т. д.
Однако наиболее распространенным является толкование «без груди» (a-mazos, или a-mastos), восходящее к представлениям древних греков о том, что амазонки удаляли себе правую грудь, чтобы та не мешала стрельбе из лука и вся сила перешла бы к правой руке. Псевдо-Гиппократ писал: «Правой груди они не имеют, ибо ещё во время младенчества матери накладывают на правую грудь накалённый медный инструмент, для этого сделанный, и прижигают её, чтобы уничтожить её рост и чтобы вся сила и полнота перешли к правому плечу и правой руке» (Hippocrates. De Articulis. 53). В произведениях искусства, однако, амазонки никогда не изображались с этим увечьем. В древнегреческом языке, к тому же, начальная «альфа» имеет несколько значений, среди которых не только отрицательное (privativum), но и усилительное (intensivum), последнее при этом меняет смысл с «безгрудой» на «полногрудую».
Существуют и версии, что это название могло образоваться от имени племен, обитавшие в северо-восточной части Малой Азии и Южного Кавказа (сходной по звучанию греческой фразе «a mazos» частицу «а» считать усилительной). Согласно сообщениям Гомера, Плутарха, Геродота и других: районы, населенные (а)мазонками, в основном совпадают с местами обитания древних племен: моссинойки, макроны, мосхи,  маскуты.

## Описание
Согласно мифу, амазонки жили на берегах реки Амазон, близ рек Фермодонт и Ирис, ныне Ешильырмак. Историк А. Б. Снисаренко считал, что ареал племени практически совпадает с контурами турецких вилаетов Амасия и Самсун, то есть места обитания древних племён: Моссинойки (обитавший в южном Причерноморье) и Макроны (обитавший на юго-восточном Причерноморье). Отсюда амазонки предпринимали свои походы в Азию. Согласно мифу ими были построены Эфес, Смирна и другие города. Мифологическая традиция отмечает «следы» пребывания амазонок от Эвбеи и Беотии до Танаиса и Каспия.
Александр Македонский в письме к матери характеризовал «амазонид» как значительно превосходящих ростом прочих женщин, отличающихся красотою, здоровьем, сообразительностью и остроумием.
Плутарх сообщал, что амазонки обитали на Кавказском хребте вдоль Каспийского побережья от устья Куры до реки Самур, а в некоторые эпохи — до Дербента, то есть места обитания древних племён: Маскуты (обитавший от места слияния Аракса и Куры, вдоль русла последней до берегов Каспийского моря, на север вдоль его берегов, до города Чола /ныне Дербент/) Также он уточнял, что они не являются непосредственными соседями албанов, гелов и легов.
У христианского писателя IV–V вв. н.э. Евсевия Иеронима, амазонки изображены «с выставленной напоказ грудью и голыми руками».
Кроме Северного Кавказа, с амазонками с VIII века связывали Среднюю Европу, о чём сообщали Павел Дьякон, Козьма Пражский («Чешская хроника»), «Хроника Далимила» и др. О чешских амазонках кроме Козьмы Пражского сообщают Ян Длугош («История Польши») и «История амазонок, древних и современных» аббата Гюйона.
Профессор И. Е. Суриков предлагал тезис об «удаляющихся амазонках» — возможно они «обитали» всё дальше и дальше от центра эллинского мира по мере расширения Ойкумены.
Доктор исторических наук М. В. Скржинская отмечала эволюционировавший в античности образ амазонки — от греческого короткого хитона до расшитого костюма со скифским оружием.
Гомер упоминал о войнах Беллерофонта и фригийцев с амазонками. Ипполита (по другим рассказам, Антиопа), царица племени, была убита Гераклом, получившим от Еврисфея поручение отнять у неё пояс. Во время этого похода Тесей расположил к себе Антиопу, следствием чего было вторжение амазонок в Аттику. В «Жизнеописаниях» Плутарх со ссылкой на Гелланика рассказывал о том, как амазонки, переправившись по льду через Боспор Киммерийский, двинулись на Аттику. После неудачной четырёхмесячной войны с Тесеем, тогдашним правителем Аттики, племя возвратилось на родину.
Под началом царицы Пентесилеи амазонки выступали против греков: вместе с царём Приамом они защищали Трою от их атак. В позднейших сказаниях упоминается в легенде о царице амазонок Фалестре, посетившей Александра Македонского.

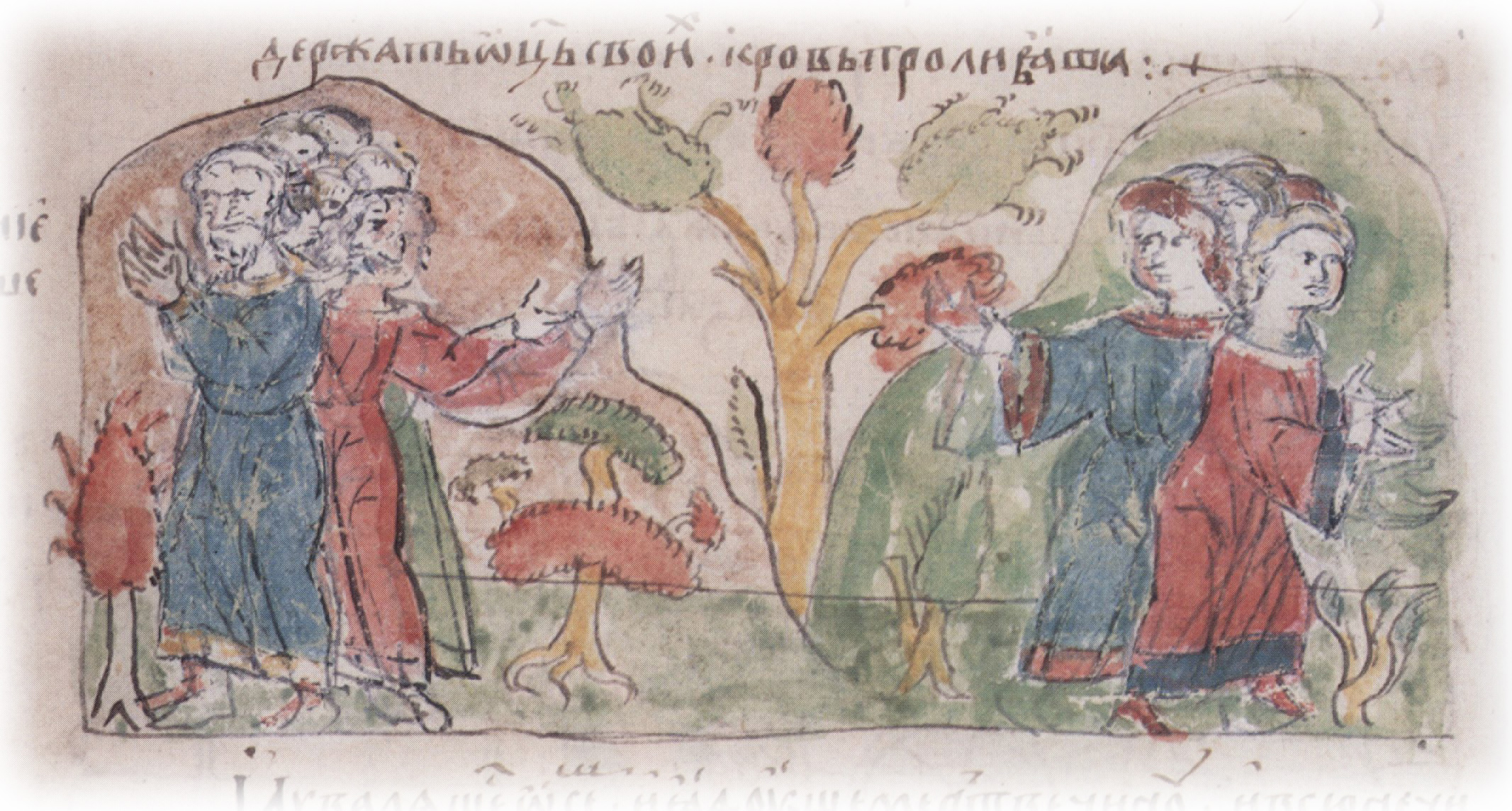
Брачные обычаи амазонок: в весеннее время они сочетаются с окрестными мужчинами. Миниатюра Радзивилловой летописи

Амазонки упоминаются в древнерусском летописном своде «Повести временных лет», сведения о которых летописец Нестор взял у Георгия Амартола:

«…Амазоняни же мужа не имуть, акы скотъ бесловесный, но единою лѣтом к вешнимъ днемъ озѣмьствени будуть и съчитаются съ окрѣстныхъ <…> мужи, яко нѣкоторое имъ торжество и велико празднество время тѣ мнять. От нихъ заченшим въ чревѣ, и пакы разбѣгнутся отсюду вси. Въ время же хотящимъ родити, аще родится отроча — погубять и́, аще ли дѣвическъ полъ, то въздоять и прилѣжьно и въспитают».

Мифы об амазонках вошли не только в эпическую поэзию, но и стали предметом греческого изобразительного искусства. Древнегреческие художники, например живописец Микон, скульпторы Фидий и Поликлет, запечатлели образы амазонок в статуях, рельефах и на картинах. Сохранились античные подражания статуям мастеров, рельефы из Галикарнаса и изображения на вазах.
Вопрос о том, существовали ли амазонки на самом деле, не решён до сих пор. В пользу версии о существовании племени говорит тот факт, что амазонки присутствуют на множестве античных изображений — причём как с мифологическими, так и реальными историческими персонажами. На древних рисунках изображены также их завоевательные походы, к примеру, вторжение амазонок в Аттику. Ряд историков считает, что опровержению этого факта поспособствовало большое количество мифов об амазонках. Сторонники теории существования этого племени отмечали, что последнее историческое упоминание амазонок относится к периоду правления Александра Македонского. Более поздние источники, подтверждающие существование амазонок, отсутствуют. Возможно, частично реальной основой мифологических сказаний и представлений об амазонках послужили контакты древних греков, главным образом, вероятно, военные, с хеттами.
Реку в Южной Америке назвали в честь воительниц не случайно. В 1542 году отряд конкистадора Франсиско де Орельяна якобы увидел легендарных амазонок, с которыми вступил в бой. Это были либо индейские женщины, сражавшиеся рядом с мужчинами, либо индейцы-мужчины, носившие длинные волосы, которых завоеватели ошибочно приняли за женщин. Изначально конкистадор хотел назвать реку своим именем, но после этой стычки он остановился на варианте «Амазонка».

## Список амазонок
- Агава. Амазонка[15].
- Алкибия[англ.]. Амазонка, спутница Пенфесилеи[16]. Убита Диомедом[17].
- Алкиппа. Амазонка. Дала обет навсегда оставаться девой, убита Гераклом[18].
- Амазоя. По анонимному алфавитному объяснению к Гомеру, мать амазонок[19].
- Андромаха. «Мужеборная». Это имя часто носят амазонки (надписи на вазах)[20].
- Антандра[англ.]. Амазонка, спутница Пенфесилеи[21]. Убита Ахиллом[22].
- Антианира.
- Антиброта. Амазонка, спутница Пенфесилеи[16]. Убита Ахиллом[22].
- Антиопа (амазонка).
- Арето[англ.]). Амазонка, спутница Ипполиты. Вместе с Пантаристой и Ифито победили спутников Геракла.
- Астерия. Амазонка. Убита Гераклом в бою[18].
- Бремуса[англ.]. Амазонка, спутница Пенфесилеи[21]. Убита Идоменеем[23].
- Гармония. Нимфа, возлюбленная Ареса, родила от него амазонок[24].
- Гармофоя. Амазонка, спутница Пенфесилеи[25]. Убита Ахиллом[26].
- Гарпа. Амазонка, участница битвы скифов и колхов. Убита Гесандром[27].
- Гиппо. Амазонка. Первая жрица Артемиды в Эфесе, когда была поставлена её деревянная статуя у дуба. Отвергла танец перед алтарем и наказана[28].
- Гиппофоя. Амазонка[15]. Спутница Пенфесилеи[25]. Убита Ахиллом[22].
- Главка. Амазонка[15]. Имя матери Ипполита (по версии)[29]. См. Ипполита.
- Грина. Амазонка, основательница города Гриней. В неё был влюблён Аполлон, она бросилась от него в море[30].
- Деримахия. Амазонка, спутница Пенфесилеи[16]. Убита Диомедом[17].
- Дериноя. Амазонка, спутница Пенфесилеи[31]. Убита Эантом Оилидом[32].
- Деянира. Амазонка. Убита Гераклом в бою[18].
- Диоксиппа. Амазонка[15].
- Евандра. (Эвандра.) Амазонка, спутница Пенфесилеи[21]. Убита Мерионом[33].
- Евриала. Амазонка в войске Ээта[34].
- Еврибия[35]. Амазонка. Сопутствовала на охоте Артемиде. Убита Гераклом в бою[18].
- Еврипила. Согласно Арриану, амазонка, некогда атаковавшая ассирийцев[36].
- Ипполита (Гипполита). Царица амазонок.
- Ифинома. Амазонка[15].
- Ифито (Ифито[англ.]). Амазонка, сражалась против Геракла и его капитанов Теламона, Тесея и Тиамида, чтобы отомстить за смерть Ипполиты.
- Келено. Амазонка. Сопутствовала на охоте Артемиде. Убита Гераклом в бою[18].
- Кима. Амазонка, именем которой назван город в Эолиде[37].
- Климена. Амазонка[15].
- Клония. Амазонка, спутница Пенфесилеи[31]. Убила ахейца Мениппа. Убита Подарком[38].
- Ксанфа. Амазонка[15].
- Лампето. Царица амазонок[39].
- Лаомаха. Амазонка[15].
- Латория. Амазонка, её именем названа деревушка близ Эфеса[40].
- Лика. Амазонка, участница битвы скифов и колхов. Убита Гесандром[41].
- Лисиппа. Первая амазонка.
- Марпа. Амазонка. Убита Гераклом в бою[18].
- Марпесия. (Марпесса.) Царица амазонок, дочь Арея, мать Синопы. Её войско перебито варварами Азии[42]. См. Диодор Сицилийский. Историческая библиотека II 45, 1-5 (без имени).
- Меланиппа[43]. Амазонка. Дочь Ареса, сестра Ипполиты[44]. По некоторым, имя Ипполиты[45]. См. Ипполита. Либо пленница Геракла, выкупом за которую стал пояс царицы Антиопы[46].
- Мениппа. Амазонка, участница битвы скифов и колхов. Убита Гесандром[47].
- Мирина[48]. Амазонка, её называли «легконогой» из-за быстроты управления колесницей[49]. Её курган упоминает Гомер: боги называют его могилой Мирины, а люди Батиеей[50].
- Молпадия. Амазонка. Согласно афинянам, когда амазонки напали на Афины, Мольпадия убила Антиопу, а сама была убита Тесеем[51].
- Окиала. Амазонка[15].
- Орифия. Царица амазонок, сестра Антиопы. Возглавила поход на Афины[52].
- Отрера.
- Пантариста[англ.]). Амазонка. Убила капитана Тиамида.
- Пентесилея.
- Полемуса. Амазонка, спутница Пенфесилеи[31]. Убита Ахиллом[22].
- Полидора. Амазонка[15].
- Профоя. Амазонка. Семикратно побеждала вызванных ею на поединок противников. Убита Гераклом в бою[53].
- Синопа. Амазонка, дочь Марпессы, девственница[54] (о другой версии см. Синопа). См. Диодор Сицилийский. Историческая библиотека II 46, 1—3 (без имени)
- Смирна. Амазонка, властительница Эфеса. От неё назван город[55].
- Текмесса. Амазонка. Убита Гераклом в бою[18].
- Фалестрида (Талестрида)). Царица амазонок, посетившая Александра Великого[56].
- Феба[57]. Амазонка. Сопутствовала на охоте Артемиде. Убита Гераклом в бою[18].
- Фермодоса. Амазонка, спутница Пенфесилеи[58]. Убита Мерионом[33].
- Фесеида (Тесеида). Амазонка[15].
- Филиппида. Амазонка. Убита Гераклом в бою[53].
- Фоя (Тоя). Амазонка, участница битвы скифов и колхов. Убита Гесандром[59].
- Эгея[англ.]. Царица амазонок.
- Элла (Аэлла). Амазонка. Убита Гераклом в бою[53].
- Эния. Амазонка, одна из 12 спутниц Пенфесилеи.
- Эрибея. Амазонка. Доблестна в ратных делах. Убита Гераклом в бою[53].

## Происхождение мифов об амазонках
Источник мифов об амазонках очень древний, уходящий корнями в Минойскую цивилизацию. По мнению А. В. Котиной, миф об амазонках связан с культом Великой Богини, в нём содержится память о высоком положении женщины. Котина утверждала, что сюжетные линии для цикла мифов об амазонках не играют важной роли, а гораздо важнее осмысление самого феномена женщин-воительниц на окраинах древнегреческой ойкумены.
Геродот указывал Сарматию как место проживания племени, «управляемого женщинами» (Gynaecocratumeni). Если верить древнегреческому историку, амазонки жили в Скифском государстве (современный Крым) и на берегах озера Меотида (Азовское море). Геродот описывал сармат как потомков амазонок и скифов, что их женщины соблюдали древние обычаи, «часто охотясь верхом с их мужьями; участвуя в войне; они носят ту же самую одежду, что и мужчины». Феофан Митиленский, принимавший участие в военном походе среди албанов, отмечал, что между амазонками и албанами обитают гелы и леги — скифы.

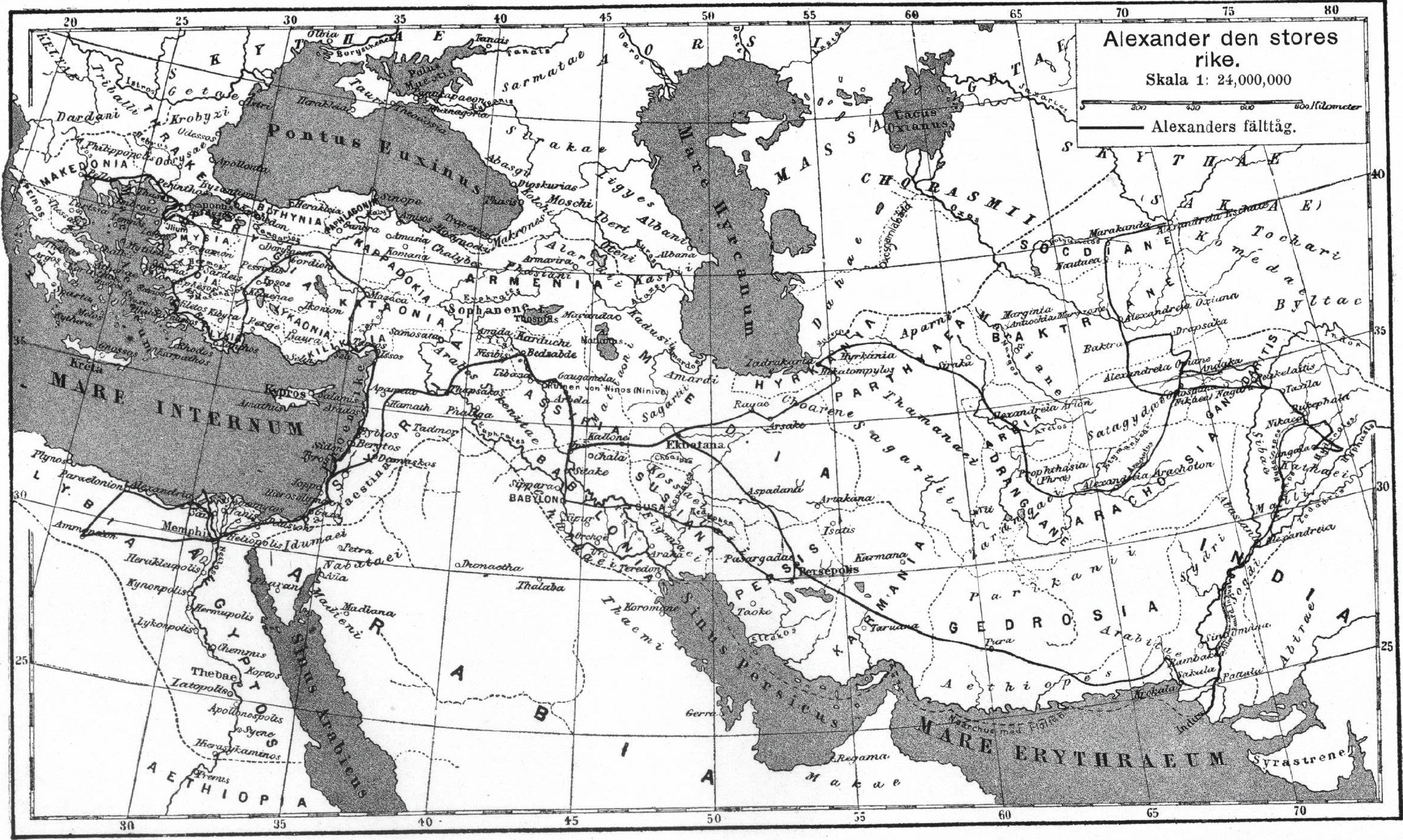
Территория кадусиев во времена правления Александра Македонского

Согласно русскому историку Вячеславу Иванову, культ Диониса является, по существу, женским культом мужского начала: его основная идея заключается в мести женщин мужчинам и «мужеубийстве».
Мавро Орбини в 1601 году предполагал, что амазонки были жёнами сарматов и проживали на берегах Волги между меланхеленами и сербами.

## В археологии
Археологические раскопки подтверждают существование женщин-воинов, и их активную роль в военных походах и социальной жизни сарматского общества. При изучении сарматских захоронений видно, что число вооруженных женщин у сармат составляет около 25 % от общего числа погребенных с оружием.
Раскопки на юге России подтвердили предположение, что миф об амазонках мог быть основан на исторических фактах. Были найдены курганные захоронения знатных женщин, в могилу которых было положено драгоценное оружие, мечи, луки и стрелы, что свидетельствовало о том, что эти женщины при жизни занимались военным ремеслом.
В 1998 году в Острогожском районе Воронежской области было открыто шесть могил амазонок. Как установили учёные, это были женщины 20—25 лет (средняя продолжительность жизни человека в то время составляла 30—40 лет), среднего роста и современного телосложения. В их могилах помимо оружия нашли золотые серьги, детали веретена, костяной гребень с изображением гепарда и практически в каждой гробнице — бронзовое или серебряное зеркало.
Четыре вооружённые женщины разных возрастов были обнаружены в скифском кургане на Среднем Дону в 2019 году.

## Амазонки в искусстве

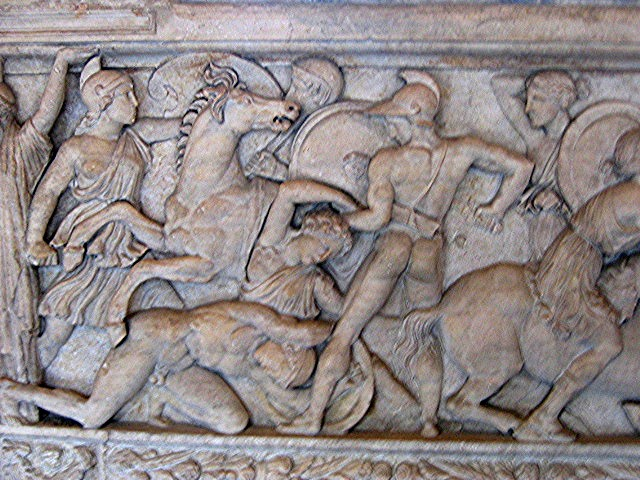
Битва греков с амазонками

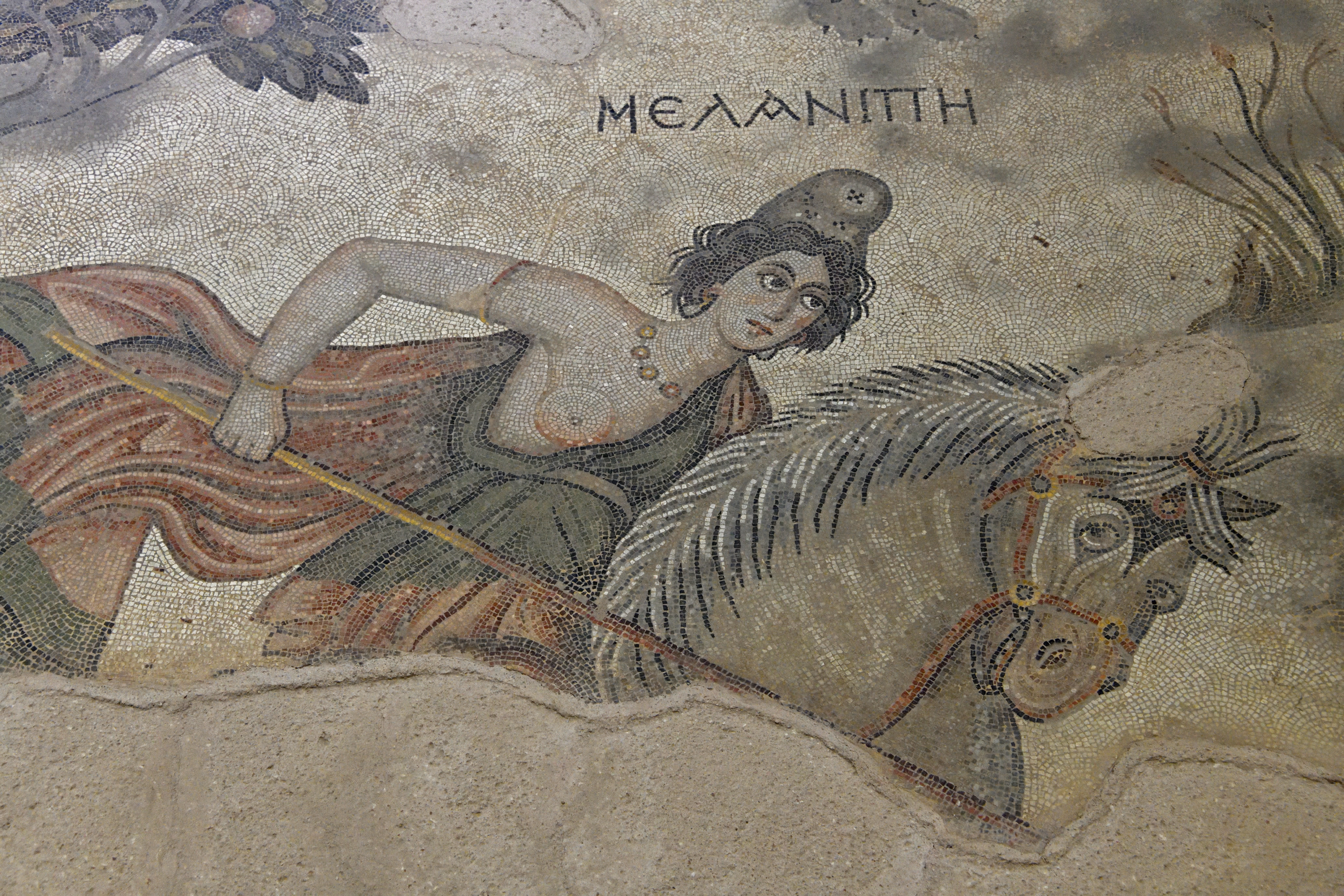
Позднеантичная мозаика с амазонкой Меланиппой

### В кино
- Появляются в сериале «Удивительные странствия Геракла» в первой серии пилотного сезона «Геракл и женщины-амазонки».
- Существует фильм «Тарзан и амазонки» 1945 года.
- «Секс-миссия, или Новые амазонки».
- «Амазонки на Луне».
- «Амазонки» (фильм 1973 года)
- Так же в фильме «Амазонки и Гладиаторы».
- Кроме того, есть фэнтезийный фильм «Амазонки» (1986).
- В сериале «Амазонки».
- «Чудо-женщина» (2017). Фильм, основанный на одноимённом комиксе издательства DC Comics.
- Томирис (фильм)
- В первой серии третьего сезона "Планета Амазонок" мультсериала Футурама главные персонажи оказываются на острове, где обитают только женщины-великаны, похожие на амазонок.

### В литературе
- Стихотворение Ивана Бунина «У берегов Малой Азии».
- Роман Аркадия Крупнякова «Амазонки».
- Энн Фортье «Царица Амазонок».
- В романе писательницы Мэри Рено «Бык из моря» афинский герой Тесей пленяет царицу амазонок Ипполиту.
- Пьеса Генриха фон Клейста «Пентесилея».
- В романе ужасов американского писателя Роберта Маккаммона «Грех бессмертия» кровожадные духи амазонок вселяются в жительниц провинциального городка «Вифаниин грех».

## Амазонки в астрономии
- В честь амазонок назван астероид (1042) Амазона[англ.], открытый в 1925 году.
- В честь Пентесилеи назван астероид (271) Пентесилея, открытый в 1887 году.
- В честь Климены назван астероид (104) Климена, открытый в 1868 году.
- В честь Астерии назван астероид (658) Астерия, открытый в 1908 году.
- В честь Ипполиты назван астероид (10295) Ипполита, открытый в 1988 году.
- В честь Отреры назван троянский астероид Нептуна (385571) Отрера, открытый в 2004 году.